# Надежда Крупская
Надежда (Надя) Константиновна Крупская (на руски: Наде́жда Константи́новна Кру́пская) е руска болшевишка революционерка и политик (зам.-министър на образованието в Съветския съюз от 1929 до смъртта си през 1939 г.), както и съпруга на Владимир Ленин (1898-1924).

## Биография и дейност
Ражда се в бедно семейство, което принадлежи към горната класа. Баща ѝ Константин Игнатиевич Крупски е офицер от Руската армия и е сирак от 9-годишна възраст, т.е. от 1847 г.; умира през 1897 г. Той получава образование и работа като офицер в армейската пехота. Малко преди да замине на служба в Полша, той се жени за майката на Надя. След шест години в армията, Крупски губи доверието на надзорниците си и е обвинен в „неруски занимания“. След време, той започва работа във фабрики и други места, преди да бъде преназначен в службата, малко преди смъртта си.
Майка ѝ, Елизавета Василевна Тистрова (1836-1903), е дъщеря на безимотни руски аристократи. Родителите на Елизавета загиват, докато тя е в ранна възраст, и тя е записана в Бестужевските курсове, което е най-висшето формално образование, което е в наличност за руските жени от това време. Взема диплома и работи като гувернантка на аристократични семейства, докато не се жени за Крупски.
Родителите ѝ са добре образовани и имат аристократично потекло, което като се комбинира с работническите условия, присъщи на долните класи, вероятно захранва идеологическите вярвания на Надя. „От много ранна възраст, Крупская черпи вдъхновение от духа на протеста, насочен срещу грозния живот край нея.“
Приятелката на Надя от гимназията, Ариадне Тиркова, описва Крупская като „високо, тихичко момиче, което не флиртува с момчетата, има походката и мисълта на внимателния човек, и е с вече втвърдени вярвания. Тя си служи с предаденост към мислите и чувствата си, след като те я споходят“. Надя набързо учи в две различни гимназии, преди да намери перфектната комбинация в лицето на Девическия гимназиум на княз А.А. Оболенски. Той представлява „бележито частно средно училище за девойки в Петербург.“ Този образователен път е вероятно по-либерален, в сравнение с другите гимназии, тъй като част от персонала е съставен от бивши революционери."
След смъртта на Константин, Крупская и майка ѝ дават уроци, за да получават някакви приходи. Крупская има интерес в сферата на образованието, още на младини. Има в частност интерес към теориите на Толстой за образованието, по-скоро флуидни, отколкото структурирани. Те се концентрират върху личностното развитие на всеки отделен ученик и акцентират върху значението на връзката учител-ученик.
След това Крупская изучава трудовете на Толстой, включително теориите му върху реформирането. Последните са миролюбиви, законосъблюдаващи идеи, които поставят в центъра отдръпването от ненужни луксове, и самостоятелността, вместо наемането на работа на някой за вършенето на домакинските задължения. Толстой оказва дълготрайно впечатление на Крупская; според някои мнения, тя питае „особено презрение към модните дрехи и удобства“. Тя обикновено е скромна в избора си на облекло, както и към обзавеждането на дома и кабинета си.
Предана към науката, Крупская започва да участва в няколко дискусионни кръга. В тези групи, тя се събира да изучава и дискутира теми, от които всички имат интерес. В един от тези кръгове, Крупская се запознава с теориите на Маркс. Интересът ѝ се усилва, тъй като тя вижда в тях възможност за подобрение на живота на народа ѝ. Крупская предприема задълбочено изучаване на темата. Това не е лесно, тъй като тези книги са забранени от руското правителство. По тази причина, революционерите събират тези книги и ги съхраняват в нелегални библиотеки.

## Брачен живот
В друг дискусионен кръг, Крупская се среща с Владимир Илич Улянов – запален марксист, който по-късно бива наречен Ленин. На Крупская ѝ правят впечатление по-скоро неговите речи, а не толкова личността му, поне отначало. Не се знае много за ухажването им, тъй като нито една от страните не издава лична информация.
През октомври 1896 г., няколко месеца след ареста на Ленин, Крупская също попада в ареста. По-нататък Ленин е изпратен в заточение в Сибир. В затвора те имат много малка комуникация, но преди да замине за Сибир, Ленин пише „тайна нота“ до Крупская, която ѝ е доставена от нейната майка. В нея се казва, че тя може да го посети в Сибир, ако разгласи, че е негова годеница. По това време Крупская все още очаква присъда с крайна точка Сибир. Крупская получава позволение да остане до Ленин, само ако се ожени за него веднага след пристигането си.
В мемоарите си Крупская отбелязва, че „когато е с него, да прави неща като преводи, е удоволствие за нея“. Нейните отношения с Ленин са по-скоро професионални, отколкото съпружески, и тя му остава вярна, без да търси развод.
Крупская вероятно е страдала от болестта на Грейвс, която афектира щитовидната жлеза в областта на врата, което кара очите ѝ да се уголемяват, а шията се стяга. При жените с тази болест, това уврежда и менструалния цикъл, което може би обяснява защо Ленин и Крупская нямат наследници.
След заточението, Ленин отива в Мюнхен, където се среща с Крупская след освобождаването ѝ (1901 г.). В продължение на година, двамата живеят там с фалшиви български паспорти на имената на Стойко и Марица Йорданови, с които ги снабдяват български социалисти. По-късно заминават за Лондон.